# Anugana limbatis
Anugana limbatis là một loài bướm đêm trong họ Noctuidae.